# Chen Duxiu
Chen Duxiu (chino tradicional: 陳獨秀, chino simplificado: 陈独秀, pinyin: Chén Dúxiù, Wade-Giles: Ch'en Tu-hsiu) (Anqing, 28 de octubre de 1880-Jiangjin, 27 de mayo de 1942) fue un político chino. Está considerado, junto a Li Dazhao, como el fundador del Partido Comunista de China, del que fue su primer presidente y secretario general.

## Infancia y juventud
Nacido en el condado de Huaining, perteneciente a la ciudad de Anqing, en la provincia central de Anhui, su padre murió cuando él tenía dos años de edad y su educación corrió a cargo fundamentalmente de su abuelo, que lo instruyó en el canon tradicional de los exámenes imperiales, estudiando los cuatro libros y los cinco clásicos. En 1896 aprobó los exámenes imperiales de ámbito local, pero un año después suspendió el examen provincial. En 1900 se trasladó a Shanghái, y un año después, en 1901, a Japón.
En Japón, Chen Duxiu, como otros muchos estudiantes chinos, entró en contacto con la cultura y el pensamiento occidental, y descubrió los movimientos ideológicos de oposición a la decadente dinastía Qing.
En 1903 volvió a China, donde participó en organizaciones políticas durante los años turbulentos que culminaron con la caída de la última dinastía en la Revolución de Xinhai, entre 1911 y 1912. En 1913 se vio obligado a huir a Japón tras participar en actividades subversivas contra el entonces hombre fuerte de China, Yuan Shikai.

## Nueva Juventud

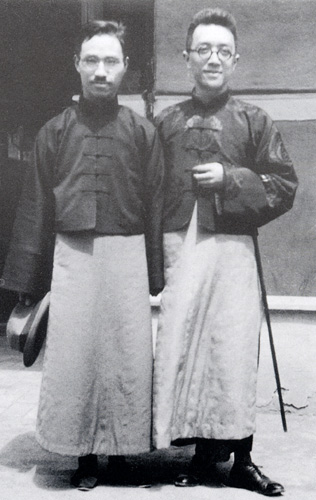
Chen Duxiu (izquierda) junto al filósofo Hu Shih, quien terminaría siendo dirigente anticomunista de la República de China en Taiwán tras la guerra civil china.

En 1915, habiéndose establecido en Shanghái tras su regreso a China, fundó la revista Nueva Juventud, que se convirtió en la voz de los movimientos reformistas chinos. En esa revista se publicaron escritos tan importantes como el histórico artículo de Hu Shih, en el que se abogaba por el uso de la lengua vernácula como lengua literaria, o como el relato "Diario de un loco" de Lu Xun, hito de la literatura china contemporánea. La revista publicó también numerosos artículos de Chen Duxiu, en los que criticaba la sociedad tradicional china y, muy en especial, el confucianismo, al que Chen culpaba de muchos de los males de la sociedad china de su tiempo.
En 1917, obtuvo el puesto de decano de la Universidad de Pekín por recomendación de Cai Yuanpei, otro de los grandes intelectuales chinos de principios del siglo XX. Fue precisamente en la universidad pekinesa donde Chen conoció las ideas marxistas de Li Dazhao, que a la sazón era el bibliotecario jefe de la universidad. Chen invitó a Li a editar un número monográfico de Nueva Juventud dedicado íntegramente al marxismo. Inicialmente previsto para la primavera de 1919, el ejemplar sobre el marxismo acabaría publicándose en el otoño. Chen y Li se convirtieron en dos de los principales líderes ideológicos del Movimiento del Cuatro de Mayo, surgido a raíz de las protestas antijaponesas del 4 de mayo de 1919 en Pekín.
En ese año, Chen fue encarcelado durante tres meses por su activismo político durante las protestas del 4 de mayo. Expulsado de la universidad, tras salir de la cárcel se instaló de nuevo en Shanghái. A partir de ese momento Chen, que había vacilado entre diversas opciones ideológicas, se decantó plenamente por el comunismo. Nueva Juventud adoptó una línea comunista y se convirtió en el principal órgano de expresión de las ideas de los aún escasos comunistas chinos. Su adhesión a la causa comunista lo distanciaría de algunos amigos y colaboradores, como Hu Shih.
En 1920, Lenin envió a China a dos delegados de la Internacional Comunista, la asociación internacional de partidos comunistas alineados con la Unión Soviética. La misión de estos delegados, el ruso Grígori Voitinski y el chino educado en Siberia Yang Mingzai, era contactar con activistas políticos para fundar un partido comunista con apoyo soviético. A través de un emigrado ruso en Pekín contactaron con Li Dazhao, quien les recomendó que se entrevistaran también con Chen Duxiu.
Voitinski y Yang viajaron a Shanghái, donde ofrecieron a Chen el apoyo tanto económico como logístico de la Unión Soviética para fundar un partido comunista. Otro funcionario de la Komintern que vivió los primeros momentos del comunismo chino sería el neerlandés Henk Sneevliet, alias "Maring", quien había pasado gran parte de su vida en Indonesia.

## Inicios del Partido Comunista de China
La fundación formal del Partido Comunista de China se produjo en una reunión en Shanghái el 1 de julio de 1921. Chen Duxiu no pudo asistir a la reunión, pero fue nombrado secretario general del partido in absentia.
En sus primeros años, el Partido Comunista de China estuvo bajo la influencia total de la Komintern, que aplicaba las directrices decididas en Moscú. Debido al aún pequeño número de seguidores del partido y a la ausencia de una clase urbana que pudiera llevar a cabo una revolución al estilo soviético, la Komintern instó a Chen Duxiu a formar una alianza con el partido nacionalista Kuomintang (KMT) de Sun Yat-sen que, aunque no comunista, compartía muchos de los aspectos revolucionarios y organizativos del leninismo.
La colaboración con el Kuomintang se vino abajo tras la muerte de Sun, cuando el sector más derechista de ese partido liderado por Chiang Kai-shek se hizo con las riendas del KMT, rompiendo la colaboración con los comunistas. Desde su nueva posición de poder en Nankín, donde se había establecido de nuevo la capital de la República de China en 1927, Chiang Kai-shek lanzó una ofensiva contra los comunistas, a la par que el señor de la guerra Zhang Zuolin hacía lo propio en el norte.

## Expulsión del PCCh y adhesión al trotskismo
Muchos comunistas, incluido Li Dazhao, fueron ejecutados. Chen Duxiu fue blanco de críticas por su supuesta pasividad, e intentó distanciarse de la Komintern. Sin embargo, el papel de la Komintern en la organización y la financiación del partido era fundamental y Chen Duxiu fue despojado de sus cargos en una reunión en Wuhan el 7 de agosto de 1927, en la que no participó Chen y por lo tanto no pudo defenderse. El cargo de secretario general pasó a Qu Qiubai, educado en Moscú y profesor de lengua rusa.
Chen Duxiu, dolido con la Komintern y con la influencia de Stalin, se adhirió al movimiento trotskista. En 1929 fue expulsado del Partido Comunista de China y se convirtió en la voz más importante del trotskismo en China. Su condición de líder de los trotskistas chinos se consolidaría en 1931, cuando se produjeron contactos con el Partido Comunista de China con vistas a reunificar el partido de cara a la guerra civil china, aún bajo férreo control soviético. Sin embargo, ese mismo año se produjeron numerosas detenciones de activistas trotskistas y del Partido Comunista de China, lo cual supuso un duro golpe para las dos facciones del comunismo chino.

## Cárcel y años finales

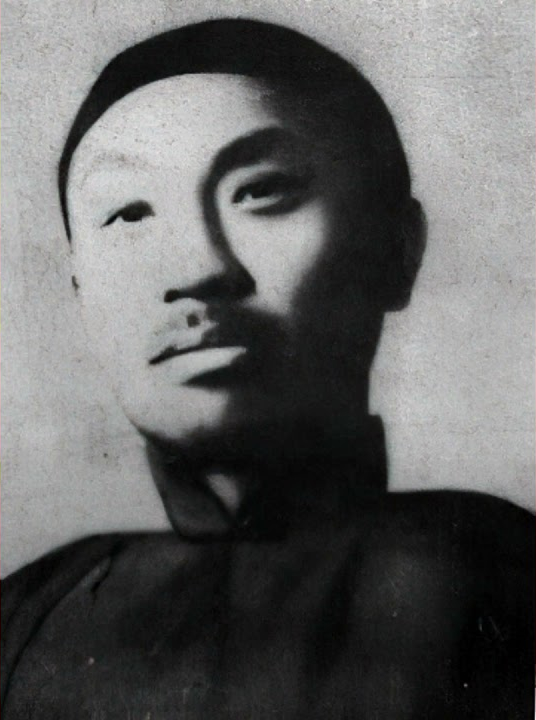
Chen Duxiu, en una imagen supuestamente tomada en la cárcel de Nankín en 1937.

El 4 de julio de 1927, su hijo mayor Chen Yannian fue apresado en el Centro de Detención del Cuartel de Longhua, siendo miembro del 5.º Comité Central del Partido Comunista de China y mártir de la Revolución. Luego fue, sin rendirse, asesinado a cuchilladas por los reaccionarios de Kuomintang, a la edad de 29 años. Misma suerte corrió su segundo hijo, Chen Qiaonian, quien fue detenido en el Centro de Detención del Cuartel de Longhua, también miembro del 5.º Comité Central del Partido Comunista de China y mártir de la Revolución. Murió en 1928 a la edad de 26 años. En 1932, Chen Duxiu fue detenido por la policía del Kuomintang por sus actividades políticas, y pasaría los siguientes años de su vida en la cárcel. Liberado en 1937, pasó los últimos años de su vida en Sichuan, en la ciudad de Jiangjin, actualmente integrada en la municipalidad de Chongqing. Enfermo y debilitado por los duros años en prisión, falleció en Jiangjin el 27 de mayo de 1942, en plena guerra contra la ocupación japonesa.